# Ataç Sezer
Ataç Sezer (* 1979 in Istanbul) ist ein türkischer Komponist der zeitgenössischen Musik und Vertreter der Neuen Musik. Er lebt und arbeitet seit 2007 in München.
Sezer studierte in Istanbul Klavier und Musikwissenschaften, daneben Ney, die traditionelle Rohrflöte der osmanischen Hofmusik. Später setzte er seine Kompositionsstudien an der Hochschule für Musik und Theater München und in Berlin, bei u. a. Dieter Schnebel und Matthias Pintscher fort. Erste Erfolge errang er mit Projekten für das Deutsche Theater Göttingen (2005) und die documenta 12 (2007).
Seit 2021 leitet er das internationale Musik-Festival Tonedmelisma, das sich auf die Interpretation der klassischen und Neuen Musik spezialisiert hat. Kompositionsaufträge erhielt er unter anderem von der MusikTriennale Köln, vom Ensemble musikFabrik, dem Musikfestival Heidelberger Frühling, dem Münchener Kammerorchester, von BOZAR, dem Young Euro Classic, sowie vom BR musica viva.
Sezer schöpft für seine Werke aus ganz verschiedenen Quellen: aus 24 unterschiedlichen Tonsystemen der Maqam Musik, für die er sich neue Notationsformen erarbeitet hat, aus der Mikrotonalität sowie der elektronischen Musik. Ataç Sezers Werk steht unter dem Primat des neuen, im Wortsinn: unerhörten Klangs. Systematisch und auf der Grundlage einer umfassenden kompositorischen Expertise entfaltet Sezer seine Überlegungen in einer Werkfolge, die die unterschiedlichsten Besetzungen auf diese Dimension des Klanglichen hin befragt. Dass dabei Besetzungen vom Solo bis zum großen Orchester in den Blick geraten, Elektronik und Ensemblestärke ebenfalls Berücksichtigung finden, verweist einmal mehr auf die breitgefächerte Kompetenz des Komponisten.

## Werke
- 2005 Ladat Tocata für zwei Klaviere
- 2005 Mirage für Ney und E-Piano
- 2005 Instantinopel für 4 Männerstimmen, Ney, Oboe, Englisch Horn, Klarinette, Fagott, Klavier, Schlagzeug und Violoncello
- 2006 Gigant für Live-Elektronik, Streichquartett, Cembalo, E-Bass-Gitarre, Schlagzeug und 2 Kontrabässe
- 2006 Schelpe für Klavier
- 2007–2008 Reflex für großes Orchester
- 2008 Peschrev für Ney, E-Bass und Elektronik
- 2008 Vibrations für 3 Streichquartette mit Elektronik
- 2008 Subject für Streichquartett
- 2008 Error für Ensemble (Flöte, Oboe, Klarinette, Fagott, Horn in F, Trompete in C, Posaune, Pianoforte, Schlagzeug (2 Spieler), Violine I, Violine II, Viola, Violoncello, Kontrabass)
- 2009 Duo für Violine und Violoncello
- 2009 Colorcatch für Flöte und Streichtrio, Auftragswerk für Bayerischer Rundfunk musica viva
- 2009 Admiration of a schizophrenia für Klarinette, Violine, Violoncello, präpariertes Klavier Auftragswerk für MusikTriennale Köln 2010
- 2010 flow für Streichtrio, Auftragswerk für Landeshauptstadt München und Trio Coriolis „Hörblicke 21“
- 2011 mirror-reversed für Kemence und Orchester für Young Euro Classic Festival 2011

- 2012 A-Circle für Violine, Viola, Violoncello und Akkordeon, Auftragswerk für Münchener Biennale/Klangspuren

- 2012–2013 infinitimal für Solo Fagott, Solo Posaune und Ensemble für Ensemble musikFabrik, gefördert durch Kunststiftung NRW

- 2013 Fragmente alla Turca für Solo Viola
- 2013 relativity of simultaneity für zwei Streichtrios, Auftragswerk des Bayerischen Rundfunks musica viva
- 2014–2015 Toned Melisma silver print für Kammerorchester, Auftragswerk für Münchener Kammerorchester, gefördert durch die Ernst von Siemens Musikstiftung
- 2015 melting degree für Oktett, Auftragswerk von BOZAR für Scharoun Ensemble Berlin (Europalia 2015)
- 2016 time loop für großes Ensemble mit E-Gitarre (Solo), Auftragswerk der Münchener Gesellschaft für Neue Musik, gefördert durch die Ernst von Siemens Musikstiftung
- 2019 Laniakea für E-Gitarre, Akkordeo und Theorbe, UA am 21. August 2019 (Musica Insieme Panicale 2019) Auftragswerk für Musica Insieme Panicale Italien und Azione Improvvisa Ensemble, gefördert durch die Ernst von Siemens Musikstiftung
- 2021–2022 Zefix! Teufelszeug! für Percussion (zwei Spieler und Sprecher), Vertonung von Johann Wolfgang von Goethe „Der Zauberlehrling“, Auftragswerk von Code Modern Festival für zeitgenössische Musik
- 2021–2022 DJ Silver Top für E-Geige, Fender Rhodes Piano, Synthesizer und Vocoder, für Hitzacker (Festival – Sommerliche Musiktage Hitzacker) Auftragswerk von Duo Hannah Weirich und Ulrich Löffler „Zurück in der Zukunft“, gefördert durch die Ernst von Siemens Musikstiftung
- 2022 Garden In Eden für Klavierquintett, UA am 10. September 2023, Folkwang Museum Essen, E-MEX Ensemble[2]
- 2021–2022 Lichtkleid für Streichquartett, Auftragswerk der Kunststiftung NRW für Minguet Quartett, UA am 16. September 2022 im Rahmen des TONEDMELISMA Musik-Festivals, Prinzregententheater München

## Auszeichnungen
- 2008 Musikstipendium und Förderpreis der Landeshauptstadt München für Komposition[3]
- 2009 Stipendium der Kunststiftung NRW, Künstlerdorf Schöppingen
- 2010 Stipendium der Kunststiftung NRW, Internationales Residenzprogramm, Atelier Galata, Istanbul
- 2010 Einladung zum Heidelberger Frühlingsfest mit dem Streichquartett „Subject“
- 2019 Nominierung für den Preis der Deutschen Schallplattenkritik in der Kategorie Neue Musik mit Porträt-CD “Simultaneity”
- 2020 Stipendiat des Internationalen Künstlerhauses Villa Concordia Bamberg[4]
- 2021 Stipendium im Rahmen des Förderprogramms Neustart Kultur des Musikfonds e.V. Berlin